# Sejtmagvacska

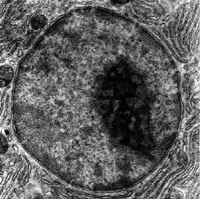
A sejtmag és a benne elhelyezkedő sejtmagvacska

A sejtmagvacska (más néven nukleólusz) a sejtmagon belül elhelyezkedő, általában egy, néha több kerek, erősen festődő sejtszervecske. Ez a sejtmagon belüli legnagyobb szerkezet. Szerkezete és tömege a sejt életciklusai során változik, osztódáskor eltűnik, anyaga szétoszlik, majd az osztódást követően újraképződik. A sejtmagvacska egy finoman szálas, egy szemcsés és egy halványan festődő szerkezeti elemeket magába foglaló összetevőkből áll. A finoman szálas vagy fibrilláris szerkezet az rRNS-molekuláknak felelnek meg, ezek itt képződnek nagy mennyiségben. A szemcsés vagy granuláris szerkezet a riboszóma-alegységeknek felel meg, míg a halványan festődő szerkezeti elemek a kromoszómáknak a sejtmagvacska kialakulásáért felelős DNS-szakaszok.
A sejtmagvacska legfőbb funkciója a riboszómák termelése, valamint azok alegységeinek előállítása. Ezek aztán a citoplazmában alakulnak teljes értékű riboszómákká.
A sejtmagvacska betegségei a nukleolopátiák, és a sejtmagvacskát vizsgálják a rák elleni kemoterápia célpontjaként.